# Chaim Joseph David Azulai
Haim Yosef David Azulai, ben Isaac Zerachia (ebraico: חיים יוסף דוד אזולאי, comunemente noto come Hida, dall'acronimo del suo nome, חיד"א), (Gerusalemme, 1724 – Livorno, 1806), è stato un filosofo, rabbino e teologo italiano, noto bibliofilo e pioniere della pubblicazione delle Scritture religiose ebraiche.

## Biografia
Il Hida è figlio di Rabbi Raphaeël Itz'hak Zera'hia, discendente del santo Rabbi Avraham Azulai noto per la sua opera 'Hessed léAvraham (antologia di testi cabbalistici) e per esser stato il solo uomo ad uscire vivo dalla Tomba dei Patriarchi ad 'Hebron dov'è sepolto. Sua madre Sara discendeva da una famiglia Ashkenasita che s'istallò a Gerusalemme con Rabbi Yehuda he'Hassid nel 1670.
Orfano di madre a 10 anni, studia con rabbi Yona Navon e redige le sue prime risposte talmudiche a soli 17 anni. Riuscì ad ottenere un posto nella ristretta scuola di cabalisti del santo rabbi 'Hayim Ben Attar (autore del Or Ha'Haïm HaKadosh, commento sul Pentateuco) e, più tardi, ebbe come maestro il RaShaSh acronimo di rabbi Shlomo Sharabi.

## Shadar, emissario del popolo ebraico
Il ruolo del 'Hid"a come shadar (shelicha derabanan) o emissario, lo rende uno dei grandi viaggiatori ebrei del suo tempo; questo aspetto della sua vita è poco conosciuto e poco apprezzato. Lasciò Israele due volte per le missioni che durarono cinque anni e che lo portò a ovest in Tunisia e a nord in Gran Bretagna e Amsterdam.La sua missione era quella di raccogliere fondi per sostenere la comunità ebraica assediata di 'Hebron e consentire loro di vivere.A quel tempo questa comunità, così come altre in Israele, era afflitta dalle brutali e continue estorsioni dei grandi latifondisti e dei capi militari arabi e turchi che pretendevano somme esorbitanti sotto forma di tasse arbitrarie e draconiane. Inoltre era molto difficile. in questa parte del mondo trovare lavoro e denaro. Senza le missioni di persone come gli Hida, è la stessa sopravvivenza fisica di queste comunità che sarebbe stata messa in discussione.

### Straordinarie doti diplomatiche
Eppure il compito di raccogliere i fondi necessari era molto più complicato di quanto si possa immaginare. Il candidato ideale per la missione doveva riunire le qualità di uno statista, forza fisica e resistenza, conoscenza e comprensione della Torah e capacità di parlare diverse lingue per poter comunicare così tanto con ebrei e gentili in tutto il suo viaggio. Gli emissari dovevano avere un aspetto impeccabile e imponente, in grado di impressionare le comunità ebraiche che visitavano, spesso dovevano essere in grado di arbitrare questioni di diritto ebraico per i locali. Infine, dovevano essere preparati a intraprendere una missione pericolosa che avrebbe preso il loro tempo e li avrebbe portati via dalle loro famiglie per un tempo considerevole. A quei tempi, il viaggio richiedeva molto più tempo e rappresentava molto più pericolo di oggi, soprattutto per gli ebrei. Su dieci emissari inviati all'estero per tali missioni di raccolta fondi, ce n'era uno che non tornava vivo. Questo è il motivo per cui erano soliti divorziare dalle loro mogli prima di partire, in modo che se fossero morti lungo la strada e non fosse stato possibile verificare la loro morte, le loro mogli avrebbero potuto risposarsi legalmente. Se fossero tornati sani e salvi dal loro viaggio, avrebbero sposato le loro mogli, che a volte hanno aspettato fino a cinque anni per il ritorno dei loro mariti.

## I Viaggi del Hida
Tra i suoi contributi, ricordiamo i suoi viaggi in Europa per sostenere la comunità ebraica di 'Hebron, raccogliendo donazioni. Il primo viaggio si svolse tra gli anni 1753-1758 e condusse il Hida dall'Egitto in Italia, poi in Germania, Olanda, Inghilterra ed infine in Francia. Riprese quindi il viaggio di ritorno, ripassando per l'Italia, visitando la Turchia, le isole di Rodi e Cipro, il Libano e rientrando in Terra Santa.

### Miracolo di 'Hannuka ad Avignone
Durante la sua visita ad Avignone, l'Hida ha dovuto vivere momenti difficili che ancora ci informano sul livello della sua santità. Attraversa questa città durante la festa di Chanukah nel 1756, quando il Rodano è inondato. L'alluvione assume rapidamente proporzioni allarmanti e molti uomini e animali muoiono. Le case crollano e il grano strappato ai granai viene portato via da questi scatenato... Il livello dell'acqua raggiunge anche il quartiere ebraico che si trova comunque sulle alture della città. L'Hida, vedendo la morte prossima, decide di recitare con l'aiuto della comunità le Seli'hot. Si mettono i sacchi, secondo l'usanza del lutto, e piangono amaramente. L'Hida dona ancora del denaro in beneficenza e riporta nel suo diario:
Grazie al cielo Dio ha avuto pietà di noi e la pioggia è cessata all'istante! È scritto nei loro libri (della città, nb) che se l'acqua raggiunge un certo luogo ad Avignone, allora la città è perduta. Questa volta l'acqua ha superato questo livello e hanno detto che una cosa del genere non accadeva da duecento anni!
L'Hida aveva allora 32 anni.

### Rabbino Capo de Il Cairo
Al suo ritorno, il Hida si sente costretto a lasciare Gerusalemme a malincuore. Infatti, dispute interne alla comunità, in cui non vuole essere coinvolto, lo portano in Egitto. Lì accettò la funzione di rabbino capo del Cairo, carica che ricoprì per cinque anni, dal 1764 al 1769. Questo periodo fu particolarmente difficile per gli Hida, che attesero il momento giusto, prima di tornare all'Hebron, la città dei suoi antenati.

### Secondo viaggio e permanenza in Europa
Il secondo viaggio dell'Hida iniziò nel 1772, con un soggiorno prolungato di diversi mesi ad Alessandria (Egitto). Rimane poi a Tunisi per otto mesi. Fu lì che apprese della morte della sua amata moglie Rachele ed annota nel suo diario di viaggio (Maagal tov) :
(Oggi) l'oscurità ha invaso il mio mondo.
Solo nella primavera del 1774 si imbarcò a Biserta, per Livorno, dove visse per tre mesi. Una volta in Italia, praticamente rifa il percorso del suo primo viaggio e sta andando bene nella sua raccolta fondi. Visitò così l'Italia fino al 1777, poi si recò in Francia.

### Francia: archivi segreti della biblioteca nazionale e visita a Versailles
Parigi con le sue ampie strade stupisce l'Hida, ma l'aspetto più importante del suo soggiorno è quello che tocca la letteratura ebraica. Aiutato da un certo Monsieur Fabre, accede alla "Biblioteca dei manoscritti" visionando numerosi documenti ebraici inediti che serviranno da materiale per il suo Shem Hagedolim. Ebbe anche l'opportunità di copiare alcuni volumi che poi integrò nelle sue antologie di commentari al Pentateuco (Torah), come il commento del rabbino Isaia de Terni (1180-1250).
Quanto all'aneddoto, notiamo che durante la visita alla Reggia di Versailles, Luigi XVI se ne accorse e si informò del suo resoconto...

#### Gli ultimi anni a Livorno
Nel 1778 si stabilì definitivamente a Livorno, dopo essersi risposato il 28 Ottobre con una seconda Rachele a Pisa, e da lì accentrò tutte le sue attività: studio, pubblicazione dei suoi libri e raccolta fondi per le comunità di Terra Santa. Chiede al suo primogenito, Rabbi Raphaël Yeshaya Azulai (Hebron 1743 - Ancona 1826) di lasciare Hebron e raggiungerlo con il nipote Itz'hak in Italia.

### Sepoltura in Israele
Nel 1960 lo Stato d'Israele contribuisce al rimpatrio in terra santa del Hida. Rabbi It'hak Abu'hatzira, meglio noto come Baba Haki, ed un giovane Rabbi Eliashiv si occupano personalmente di disumare il corpo e testimoniano d'aver "toccato con mano la barba del 'Hida". La sua tomba si trova all'ingresso del cimitero Har HaMenu'hot a Gerusalemme e nel 2010 il Grande Rabbino d'Israele Mordechai Eliyahu, noto cabalista ed esperto dei testi del Hida, gli è stato sepolto accanto.

Firma di Azulai

## Shem HaGedolim
Prolifico saggista, autore di oltre 83 libri, il suo testo più noto Shem HaGedolim (Il Nome dei Grandi), pubblicato in quattro libri di due sezioni che contenevano oltre 1000 biografie e bibliografie dei saggi del popolo ebraico, come Wa'ad la-Ḥakamim (Assemblea dei Saggi). Questo suo lavoro ha dato ad Azulai un posto duraturo nella letteratura ebraica, in quanto Shem HaGedolim contiene dati che sarebbero andati perduti, e dimostra la mente critica dell'autore. Con validi metodi scientifici Azulai indaga la questione della genuinità del Commentario di Rashi sui Libri delle Cronache o di alcuni trattati talmudici (s.v. "Rashi" in Shem HaGedolim). Tuttavia, egli afferma che Rashi è proprio l'autore del commentario dei Neviìm e Ketuvim, contrariamente ad altre opinioni. Inoltre, Azulai credeva fermamente che Hayim Vital avesse bevuto acqua dal pozzo di Miriam, e che questo fatto lo avesse reso capace di ricevere, in meno di due anni, l'intera Cabala dalla bocca di Isaac Luria (cfr. s.v. "Ḥayyim Vital", in Shem HaGedolim). Azulai spesso registra nei suoi scritti dove ha esaminato di persona le versioni di certi manoscritti primari, dando quindi certezza di importanti fonti ebraiche.